# Alain Moussi

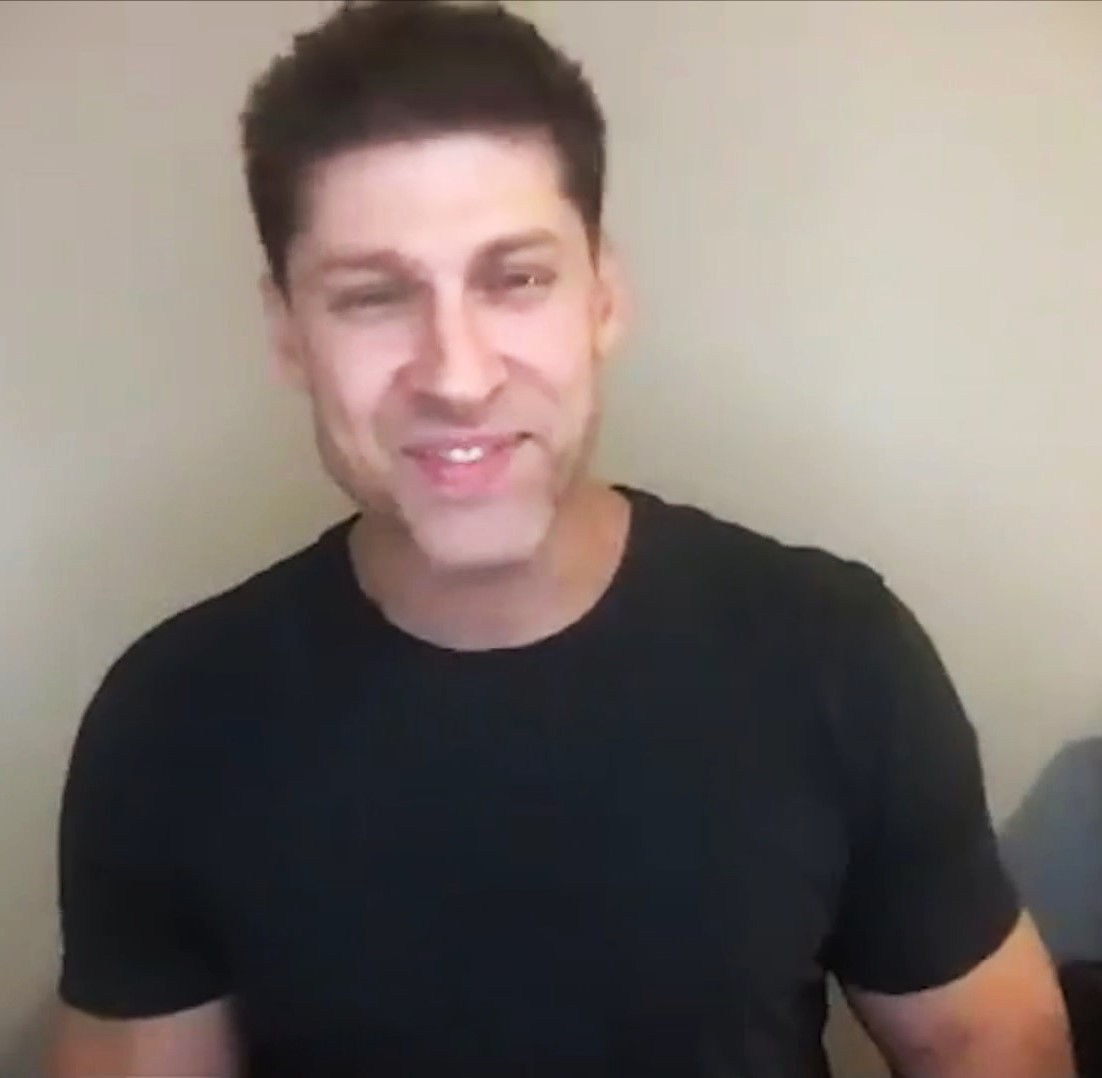

Alain Despereaux Moussi (Libreville, 29 marzo 1981) è un attore, stuntman e artista marziale canadese.

## Biografia
La sua principale attività nel mondo del cinema è quella di interprete e tra i lavori più interessanti la partecipazione nel film Wolves (2014) di David Hayter dove ha interpretato la parte di Dobie. Come stuntman, ha lavorato in film come X-Men - Giorni di un futuro passato regia di Bryan Singer (2014) e Brick Mansions, regia di Camille Delamarre (2014).
Sin da piccolo si dedica alle arti marziali, diventando cintura nera di jūjitsu, Karate, kickboxing. Ha lavorato con Jean-Claude Van Damme per la realizzazione del film Kickboxer - La vendetta del guerriero e il sequel Kickboxer: Retaliation dove ha interpretato la parte del fighter Kurt Sloane.
Attualmente ha una relazione con l'attrice canadese Marie Avgeropoulos.

## Filmografia parziale

### Cinema
- Wolves regia di David Hayter (2014)
- Pompei (Pompeii), regia di Paul W. S. Anderson (2014)
- Kickboxer - La vendetta del guerriero (Kickboxer: Vengeance), regia di John Stockwell (2016)
- Kickboxer: Retaliation, regia di Dimitri Logothetis (2018)
- Jiu Jitsu, regia di Dimitri Logothetis (2020)
- Io sono nessuno (Nobody), regia di Ilya Naishuller cameo (2021)
- ‘’King of Killers’’, regia di Kevin Grevioux (2023)

### Televisione
- Street Fighter: Resurrection – webserie, 4 episodi (2016)
- Titans – serie TV, episodio 1x11 (2018)